# Casal Vasco
Casal Vasco is een plaats (freguesia) in de Portugese gemeente Fornos de Algodres en telt 269 inwoners (2001).